# Joseph Grew
Joseph Clark Grew, född 27 maj 1880 i Boston, död 25 maj 1965 i Manchester-by-the-Sea, var en amerikansk diplomat.
Joseph Grew började sin bana vid generalkonsulatet i Kairo 1904, tjänstgjorde som sekreterare vid legationerna i Mexico City, Sankt Petersburg, Berlin och Wien 1906–1916, var ambassadråd i Berlin 1917 och chargé d'affaires i Wien samma år. Grew blev chef för amerikanska utrikesdepartementets avdelning för västeuropeiska ärenden 1918, var sekreterare vid den amerikanska delegationen för vapenstilleståndsförhandlingarna oktober–november 1918 samt vid fredskongressen i Versailles från december 1918. 1920–1921 var han envoyé i Köpenhamn, 1921–1924 i Bern, varunder han representerade USA vid fredsförhandlingarna med Turkiet i Lausanne 1922–1923. 1924–1927 var han biträdande utrikesminister i Washington, 1927–1932 ambassadör i Ankara. 1932 sändes han som ambassadör till Tokyo, där han representerade USA under de kritiska åren fram till krigsutbrottet 1941. På denna post förde han flera svåra förhandlingar, först i syfte att få slut på konflikterna mellan Japan och Kina, efter andra världskrigets utbrott för att förbättra relationerna mellan USA och Japan. Efter den japanska aggressionen mot Franska Indokina i september 1940 rådde Grew sin regering att inta en fast hållning mot Japan, och redan i januari 1941 förebådade han ett japanskt anfall mot Pearl Harbor, såvida inte Japan förmåddes ändra sin politiska kurs. 1944 blev Grew chef för utrikesdepartementets avdelning för Fjärran östern och var från december 1944 till augusti 1945 biträdande utrikesminister. Grew utgav bland annat Report from Tokio (1942) och Ten years in Japan (1944, svensk översättning 1945).